# چارلز فولی (بازیکن کریکت)
چارلز فولی (انگلیسی: Charles Foley؛ ۲۶ اوت ۱۸۵۶ – ۲۰ نوامبر ۱۹۳۳) بازیکن کریکت، و بازیکن فوتبال اهل پادشاهی متحد بریتانیای کبیر و ایرلند بود.